# Mieczysław Bibrowski

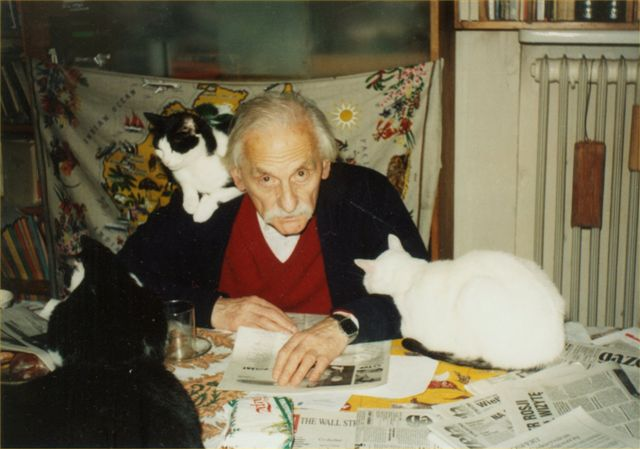
Mieczysław Bibrowski pod koniec lat 90. XX wieku

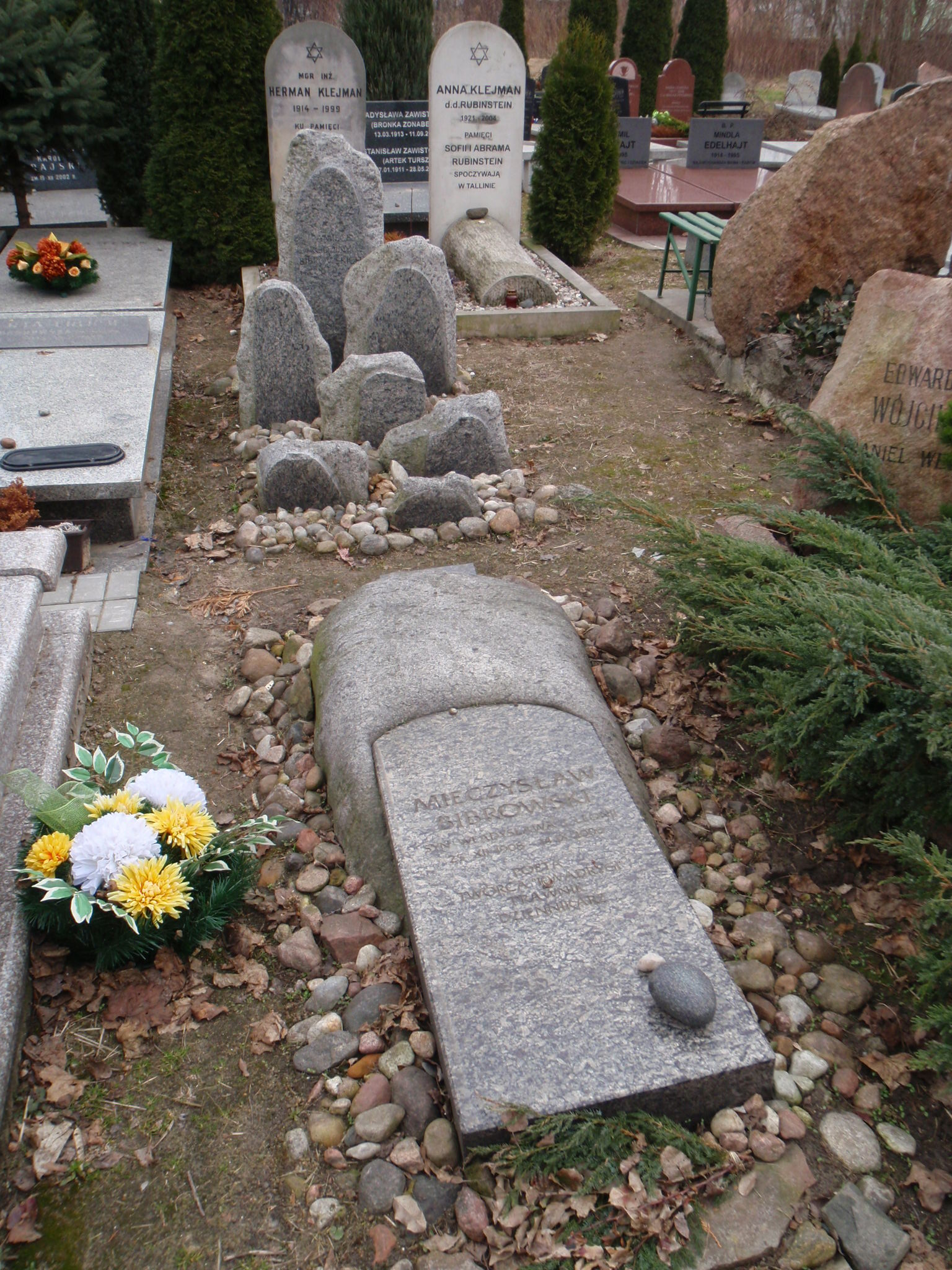
Nagrobek Mieczysława Bibrowskiego na cmentarzu żydowskim w Warszawie

Mieczysław Bibrowski (ur. 25 grudnia 1908 w Warszawie, zm. 14 września 2000 w Warszawie) – polski prawnik, dziennikarz, poeta i tłumacz żydowskiego pochodzenia.

## Życiorys
Urodził się w Warszawie w rodzinie żydowskiej, jako syn Władysława i Leonii. Uczył się w warszawskim Gimnazjum im. Mikołaja Reja (do 1926). W szkole był inicjatorem i pierwszym redaktorem pisma „Kwadryga” (w tym czasie wśród redaktorów pisma znaleźli się jego koledzy szkolni, znani późniejsi pisarze: Stanisław Ryszard Dobrowolski i Wiesław Wernic, malarz Feliks Topolski, czy działacze polityczni, jak Jerzy Jodłowski). Po zdaniu matury dostał się na studia prawnicze na Uniwersytecie Warszawskim. Był w tym czasie członkiem Związku Polskiej Młodzieży Socjalistycznej, z tego okresu datuje się jego znajomość i przyjaźń ze Stanisławem Dubois.
W czasie studiów był pomysłodawcą i współtwórcą grupy literackiej, która przyjęła tę samą nazwę, co redagowane dalej pismo „Kwadryga”, które stało się odtąd regularnie wydawanym periodykiem literackim (wtedy ukazywały się tam m.in. wiersze Bibrowskiego, który później nie był już aktywny poetycko). Jego wspomnienia z tego czasu, zatytułowane: Pierwszy okres „Kwadrygi”, ukazały się w miesięczniku Poezja w 1979.
Po ukończeniu studiów, zostaje w 1932 aplikantem w kancelarii prawniczej warszawskiego prawnika Teodora Duracza. W 1936 jest jednym z inicjatorów i współredaktorów lewicowego czasopisma literackiego Oblicze Dnia (pod nieformalnym patronatem pisarza Andrzeja Struga, a za granicą m.in. Romain Rollanda, z którym nawiązuje kontakt korespondencyjny). Był także współpracownikiem pism „Robotnik” i Dziennik Popularny. Dwukrotnie był aresztowany za działalność polityczną, co wpłynęło na jego wyjazd w 1938 do Francji. Nadsyłał stamtąd korespondencje do Dziennika Współczesnego (wydawanego przez Związek Nauczycielstwa Polskiego) i tygodnika Epoka. Po wybuchu II wojny światowej brał udział we francuskim Ruchu Oporu. Prowadził m.in. nasłuch radiowy. Po wyzwoleniu założył Towarzystwo Przyjaźni Francusko-Polskiej z siedzibą w Paryżu, którego przewodniczącym wybrano Frédérica Joliot-Curie. Został też francuskim korespondentem PAP. W 1948 zaangażował się w organizację – na wzór francuski – wrocławskiego Międzynarodowego Kongresu Intelektualistów w Obronie Pokoju, doprowadzając m.in. do wizyty z tej okazji w Polsce Pabla Picassa (na pokładzie samolotu do Polski powstał jego wywiad prasowy z malarzem, który notabene po raz pierwszy podróżował tym środkiem transportu).
W 1950 wraz z rodziną został wydalony z Francji i powrócił do Warszawy. Do 1955 pracował w dyrekcji zagranicznej Polskiego Radia. W latach 1955–1960 był korespondentem PAP w Belgradzie. Później, do 1973, kiedy przeszedł na emeryturę, pracował w warszawskim biurze PAP. Jego szkice literackie, wspomnienia i polemiki, dotyczące znanych mu postaci świata literatury, a także dotyczących Kwadrygi, ukazywały się w tygodniku Literatura i miesięczniku Poezja. 23 sierpnia 1980 roku dołączył do apelu 64 uczonych, pisarzy i publicystów do władz komunistycznych o podjęcie dialogu ze strajkującymi robotnikami.
Mieszkał przy ulicy Odolańskiej 23 na warszawskim Mokotowie, w dawnym domu pracowników PAP. Jego córki – Hanna i Zofia, zamieszkują w Australii. Jest pochowany na cmentarzu żydowskim przy ulicy Okopowej w Warszawie (kwatera 2).

## Opracowania
- Picasso w Polsce (album-praca zbiorowa, pod red. Mieczysława Bibrowskiego; oprac. graficzne Janusz Bruchnalski; Wydawnictwo Literackie 1979, ISBN 83-08-00080-0)
- Grażyna Bacewicz, Pożądanie: balet w dwóch aktach (dokończenie baletu Bogusław Madey; scenariusz baletowy Mieczysława Bibrowskiego według sztuki teatralnej Pabla Picassa pt.: Le désir attrapé par la Queue; Polskie Wydawnictwo Muzyczne 1986, PWM 8695; ISBN 83-224-2321-7)

## Tłumaczenia
- Pablo Picasso, Pożądanie schwytane za ogon (szuka teatralna z 1941; publikacja: „Dialog” 1967)
- Annette Laming, Skarby w grocie Lascaux (seria: „Omega: biblioteka wiedzy współczesnej”, Państwowe Wydawnictwo Naukowe 1968)
- Jean-Paul Crespelle, Montmartre w czasach Picassa: 1900-1910 (Państwowy Instytut Wydawniczy 1987, ISBN 83-06-01538-X)
- Boris Souvarine, Stalin. Zarys historii bolszewizmu (wespół z Marią Braunstein; tłumaczenie przygotowane dla wydawnictwa II obiegu w PRL)
- Françoise Giroud, Jenny Marks czyli Żona diabła (Czytelnik 1995, ISBN 83-07-02386-6)